# 圣卡塔琳娜 (瓦古什)
圣卡塔琳娜是葡萄牙阿威罗区的一个堂区。总面积6.84平方公里，总人口1073人，人口密度156.9人/平方公里。